# 尹家溪镇
尹家溪镇，是中华人民共和国湖南省张家界市永定区下辖的一个乡镇级行政单位。

## 行政区划
尹家溪镇下辖以下地区：
小河坎社区、立功桥社区、官坪社区、夏坪村、覃家坪村、二寸界村、赵坪村、楠木溪村、三坪村、宋坪村、肖家岗村、瓦窑岗村、西尹村、茅溪村、长茂山村、红砂坡村、龙潭岗村、马口村、九家坪村、沦溪村、马儿山村、莫家岗村、棚井村和泉峪村。